# Powiat suski
Powiat suski – powiat w Polsce (województwo małopolskie), reaktywowany w 1999 roku w ramach reformy administracyjnej. Jego siedzibą jest miasto Sucha Beskidzka. Pozostałe miasta w powiecie suskim to Jordanów i Maków Podhalański.

## Podział administracyjny
W skład powiatu wchodzą:
- gminy miejskie: Jordanów, Sucha Beskidzka
- gminy miejsko-wiejskie: Maków Podhalański
- gminy wiejskie: Budzów, Bystra-Sidzina, Jordanów, Stryszawa, Zawoja, Zembrzyce
- miasta: Sucha Beskidzka, Jordanów, Maków Podhalański

## Geografia
Teren powiatu suskiego jest górzysty – znajdują się tam górskie pasma Beskidów (idąc od północnego zachodu): Beskidu Małego (z Łamaną Skałą – 929 m n.p.m. i Leskowcem – 918 m), Beskidu Makowskiego (z Pasmem Pewelsko-Ślemieńskim i pasmem Koskowej Góry – 866 m) oraz Beskidu Żywieckiego (z Pasmem Jałowieckim i Pasmem Babiogórskim). Najwyższym szczytem górskim powiatu jest Babia Góra – 1725 m n.p.m., położona na granicy z powiatem nowotarskim. Inne ważne szczyty powiatu to: Polica – 1369 m, Jałowiec – 1111 m, Czerniawa Sucha – 1062, Lachów Groń – 1045 m, Koskowa Góra – 866 m. Najniżej położony punkt powiatu znajduje się w dolinie Skawy na północ od Zembrzyc (około 325 m n.p.m.). Różnica pomiędzy najwyższym a najniższym punktem powiatu wynosi około 1400 m.
Pod względem geologicznym obszar powiatu położony jest w obrębie fliszu karpackiego, sfałdowanego w czasie orogenezy alpejskiej. Pasma górskie tego obszaru tworzą dwie płaszczowiny: płaszczowina śląska, z której zbudowany jest Beskid Mały oraz magurska, z której zbudowane są Beskid Makowski i Żywiecki. Obie płaszczowiny zbudowane są z naprzemianległych warstw bardziej odpornych piaskowców i miękkich łupków. Układ tych skał mniej lub bardziej podatnych na erozję doprowadził do powstania charakterystycznego układu pasm i dolin. W Beskidzie Małym, w rezerwacie przyrody Madohora znaleźć można interesujące formy skalne zbudowane z piaskowców godulskich jednostki śląskiej. Obszar powiatu suskiego narażony jest na występowanie osuwisk – przykładem ich niszczącej siły jest osuwisko w Lachowicach, które w 2001 zniszczyło kilkanaście domów.
Na klimat powiatu wpływa jego położenie w obszarze górskim, gdzie temperatura powietrza spada wraz z wysokością. Doliny górskie i niższe szczyty do wysokości około 700 m n.p.m. leżą w obrębie piętra umiarkowanie ciepłego. Wyżej znajdują się piętra umiarkowanie chłodne (do 1080 m), chłodne (do 1400 m) i bardzo chłodne (pow. 1400 m). Średnie roczne temperatury kształtują się od 8 °C w dolinach do 0,5 °C na Babiej Górze, a średnie opady od około 800–1000 mm w najniższych partiach do ponad 1500 mm powyżej 1400 m n.p.m. W dolinach występuje dość często zjawisko inwersji temperatur. Z zachodu i południowego zachodu wieją czasami dość silnie wiatry, niekiedy o charakterze wiatru halnego.
Najważniejszą rzeką powiatu jest Skawa, która płynie z południowo-wschodniej części powiatu na północ. Nieomal cały powiat położony jest w zlewni górnej Skawy, poza wsiami Hucisko na zachodzie (dorzecze Soły) i Łętownią na wschodzie (dorzecze Raby). Najważniejsze dopływy Skawy na terenie powiatu suskiego to: Bystrzanka, Skawica, Stryszawka i Paleczka. Dolina Skawy stanowi główną oś osadniczą powiatu, w której lokują się trzy miasta powiatu Sucha Beskidzka, Maków Podhalański i Jordanów. W północnej części powiatu znajduje się fragment Jeziora Mucharskiego.
Obszar powiatu suskiego jest gęsto porośnięty lasami – lasy i tereny leśne zajmują 46,4% jego powierzchni. W niektórych gminach powiatu odsetek ten jest wyższy, np. w gminie Zawoja – 61,3% i w gminie Bystra-Sidzina – 54,2%. Natomiast użytki rolne stanowią 43,3% powierzchni powiatu, w tym 16,1% to łąki i pastwiska. W dolnych partiach gór pola uprawne wyparły pierwotne lasy bukowo-jodłowo-świerkowe z domieszką jawora. Jedynie w górnych partiach zachowała się w stanie naturalnym buczyna karpacka z pewnym udziałem jodły, wypieranej jednak przez świerk. W poszyciu leśnym dominują paprocie i borówka czarna. Na najwyższych szczytach powiatu znaleźć można kolejne piętra roślinności: karpacki bór świerkowy (1150–1400 m), piętro kosodrzewiny (1400–1650 m) i piętro alpejskie (pow. 1650 m).
Szczególnie cenne pod względem przyrodniczym obszary powiatu suskiego chronione są w Babiogórskim Parku Narodowym oraz Parku Krajobrazowym Beskidu Małego. Planowane jest również utworzenie parku krajobrazowego obejmującego obszar Beskidu Makowskiego i część Pasma Babiogórskiego znajdujących się poza parkiem narodowym. Poza tym znajdują się tutaj dwa rezerwaty przyrody Madohora i na Policy im. prof. Zenona Klemensiewicza oraz liczne pomniki przyrody.

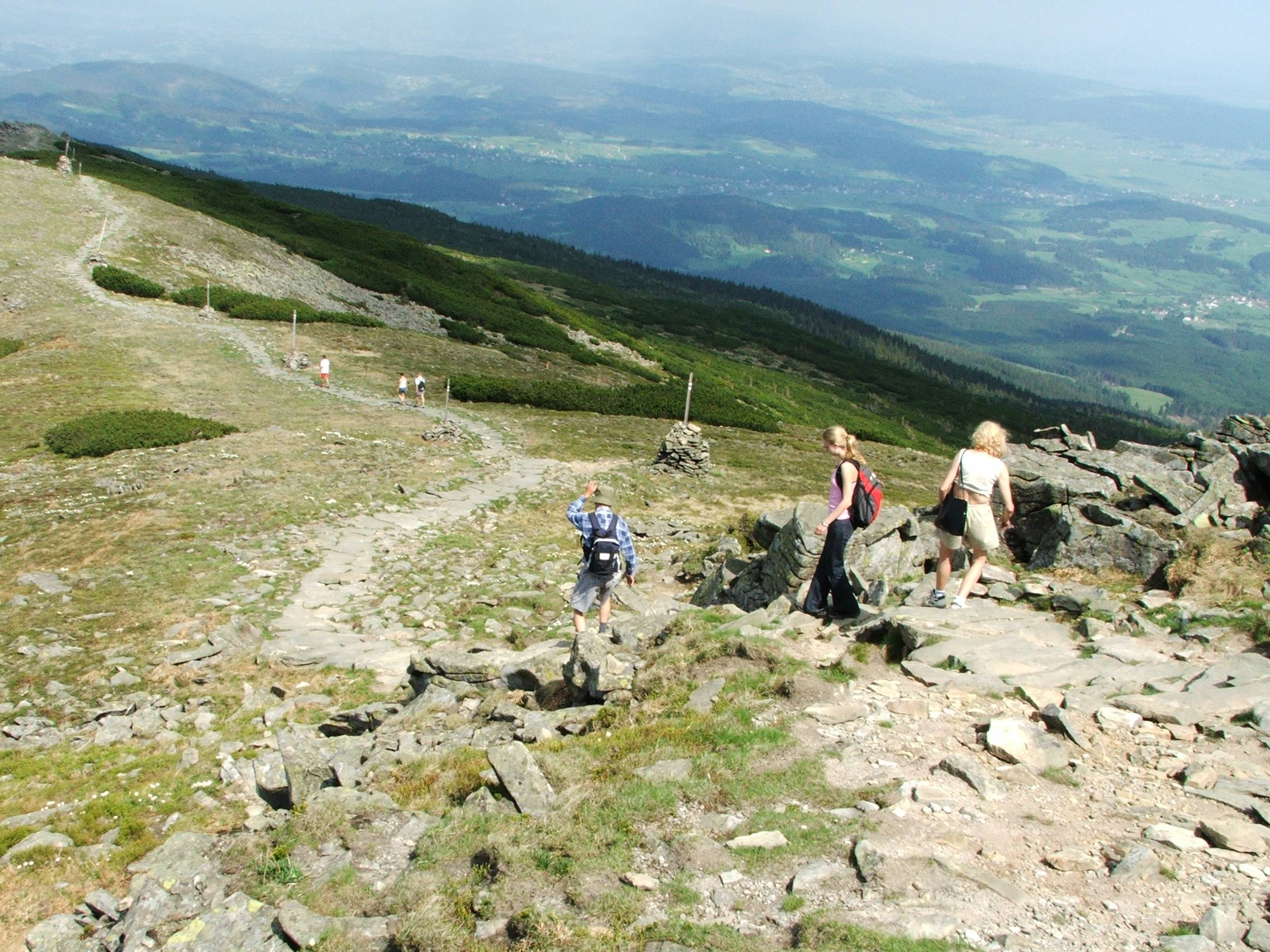
Na Babiej Górze – najwyższym szczycie powiatu
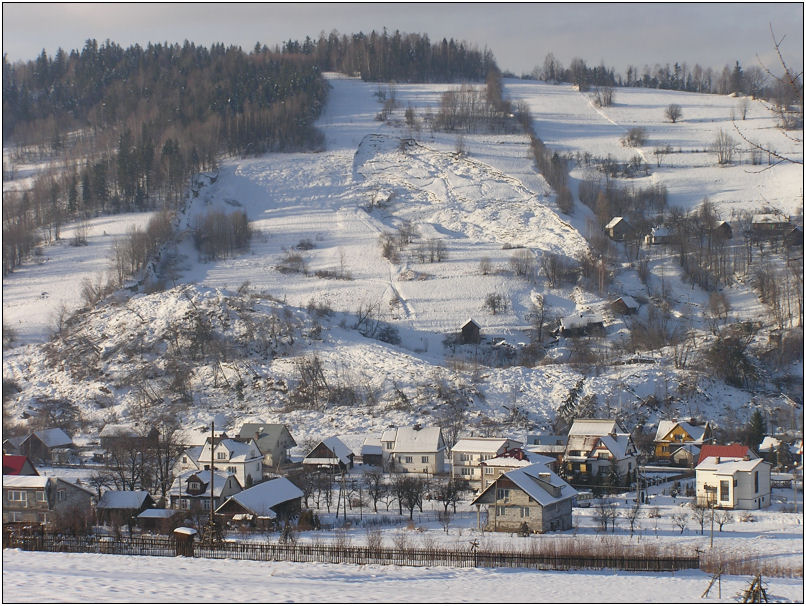
Osuwisko w Lachowicach
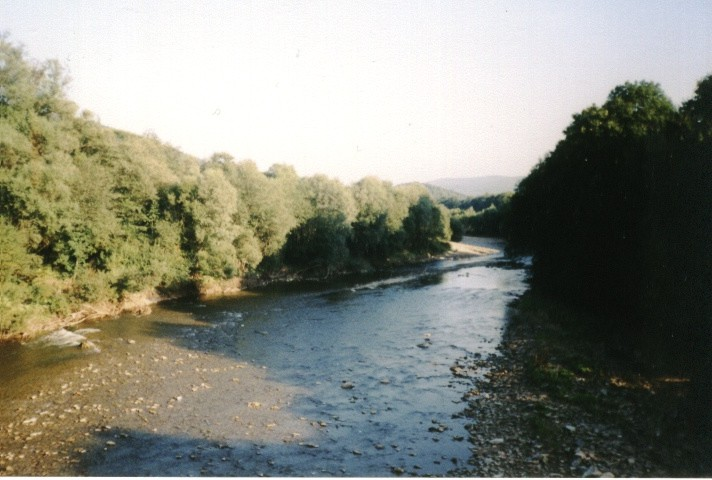
Skawa pod Makowem Podhalańskim
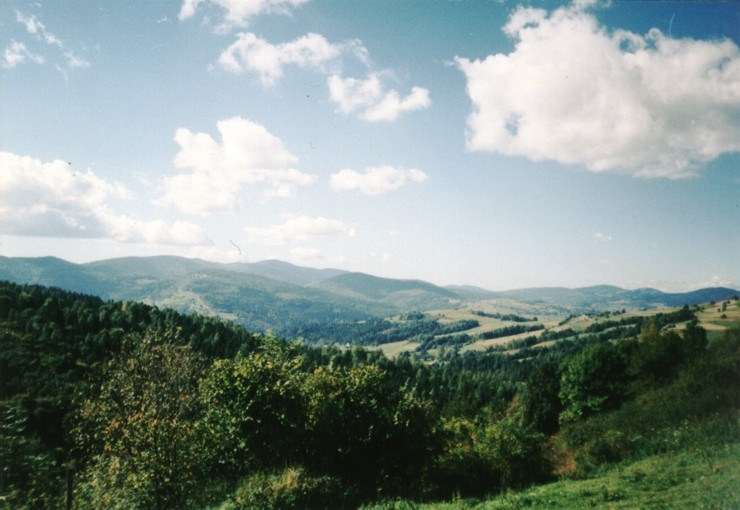
Krajobraz powiatu suskiego – góry porośnięte lasem

## Historia
Historycznie obszar ten był pod wpływem różnych ośrodków administracyjnych. Głównym ośrodkiem regionalnym był od wieków Kraków. Natomiast na szczeblu subregionalnym różne części dzisiejszego powiatu suskiego podlegały różnym ośrodkom, m.in. Oświęcimowi, Zatorowi (księstwo oświęcimsko-zatorskie), Lanckoronie (starostwo lanckorońskie), Żywcowi, Wadowicom, Myślenicom czy Nowemu Targowi. Jedynie w okresie międzywojennym, w latach 1924–1931, istniała jednostka o podobnym zasięgu – powiat makowski z siedzibą starostwa w Makowie. Jednak twór ten był zbyt słaby pod względem ekonomicznym i po kilku latach został rozwiązany.
Powiat suski został powołany dnia 1 stycznia 1956 roku w województwie krakowskim, czyli 15 miesięcy po wprowadzeniu gromad w miejsce dotychczasowych gmin (29 września 1954) jako podstawowych jednostek administracyjnych PRL. Na powiat suski złożyły się 3 miasta i 26 gromad, które wyłączono z trzech ościennych powiatów w tymże województwie:
- z powiatu żywieckiego:
  - miasto Sucha
  - gromady Hucisko, Krzeszów, Kuków, Lachowice i Stryszawa
- z powiatu wadowickiego:
  - miasto Maków Podhalański
  - gromady Biała[4], Bieńkówka, Budzów, Grzechynia, Jachówka, Juszczyn, Palcza, Skawica, Śleszowice, Tarnawa Dolna, Zawoja, Zembrzyce i Żarnówka
- z powiatu myślenickiego:
  - miasto Jordanów
  - gromady Bystra, Kojszówka, Łętownia, Naprawa, Osielec, Sidzina, Spytkowice i Toporzysko

1 stycznia 1973 roku zniesiono gromady i osiedla, a w ich miejsce reaktywowano gminy. Powiat suski podzielono na 3 miasta i 8 gmin:
- miasta Jordanów, Maków Podhalański i Sucha Beskidzka
- gminy Budzów, Bystra-Sidzina, Jordanów, Maków Podhalański, Spytkowice[6], Stryszawa, Zawoja i Zembrzyce

Po reformie administracyjnej obowiązującej od 1 czerwca 1975 roku terytorium zniesionego powiatu suskiego podzielono między dwa nowo utworzone województwa:
- bielskie – miasta Maków Podhalański i Sucha Beskidzka oraz gminy Budzów, Maków Podhalański, Stryszawa, Zawoja i Zembrzyce
- nowosądeckie – miasto Jordanów oraz gminy Bystra-Sidzina, Jordanów i Spytkowice

15 stycznia 1976 roku zniesiono gminy Bystra-Sidzina (włączono do gminy Jordanów) i Spytkowice (podzielono między gminy Jordanów i Raba Wyżna). 2 lipca 1976 roku do Suchej przyłączono z Makowa obszary przysiółków Garce, Jasnochowa, Pikieta, Spiwie i Zbój o powierzchni 154 ha. 1 stycznia 1992 roku miasto i gminę wiejską Maków Podhalański połączono we wspólną gminę miejsko-wiejską; dokonano także podziału wspólnych organów działających w mieście i gminie Jordanów. Tego samego dnia odtworzono gminę Bystra-Sidzina. 27 listopada 1996 roku miasta Jordanów i Sucha Beskidzka zostały określone jako gminy miejskie. 1 stycznia 1998 roku reaktywowana została także gmina Spytkowice (wyodrębniona z gminy Raba Wyżna).
Wraz z reformą administracyjną z 1999 roku w nowym województwie małopolskim przywrócono powiat suski, w porównaniu z obszarem z 1975 roku zmniejszony o gminę Spytkowice, która znalazła się w powiecie nowotarskim w tymże województwie. Powiat suski należy do Euroregionu Beskidy.

## Demografia
Liczba ludności (dane z 30 czerwca 2005):
|        | Ogółem | Ogółem | Kobiety | Kobiety | Mężczyźni | Mężczyźni |
| osób   | %      | osób   | %       | osób    | %         |           |
| ------ | ------ | ------ | ------- | ------- | --------- | --------- |
| Ogółem | 81 885 | 100    | 41 255  | 50,38   | 40 630    | 49,62     |
| Miasto | 20 583 | 25,14  | 10 669  | 13,03   | 9914      | 12,11     |
| Wieś   | 61 302 | 74,86  | 30 586  | 37,35   | 30 716    | 37,51     |

▶Wieś vs ▶miasto
Ogółem (▶k, ▶m)
Miasto (▶k, ▶m)
Wieś (▶k, ▶m)
Poniższa tabela przedstawia gminy powiatu suskiego uszeregowane według ich powierzchni, liczby ludności w 2004 i gęstości zaludnienia.
| Lp. | Gmina                   | Powierzchnia | Lp. | Gmina                   | Ludność | Lp. | Gmina                   | gęstość zaludnienia |
| --- | ----------------------- | ------------ | --- | ----------------------- | ------- | --- | ----------------------- | ------------------- |
| 1   | gmina Zawoja            | 128,8        | 1   | gmina Maków Podhalański | 15 812  | 1   | Sucha Beskidzka         | 355,1               |
| 2   | gmina Stryszawa         | 113,24       | 2   | gmina Stryszawa         | 11 715  | 2   | Jordanów                | 244,6               |
| 3   | gmina Maków Podhalański | 108,94       | 3   | gmina Jordanów          | 10 431  | 3   | gmina Maków Podhalański | 145,1               |
| 4   | gmina Jordanów          | 92,65        | 4   | Sucha Beskidzka         | 9750    | 4   | gmina Zembrzyce         | 138,5               |
| 5   | gmina Bystra-Sidzina    | 80,43        | 5   | gmina Zawoja            | 8815    | 5   | gmina Jordanów          | 112,6               |
| 6   | gmina Budzów            | 73,41        | 6   | gmina Budzów            | 8246    | 6   | gmina Budzów            | 112,3               |
| 7   | gmina Zembrzyce         | 39,9         | 7   | gmina Bystra-Sidzina    | 6372    | 7   | gmina Stryszawa         | 103,5               |
| 8   | Sucha Beskidzka         | 27,46        | 8   | gmina Zembrzyce         | 5527    | 8   | gmina Bystra-Sidzina    | 79,2                |
| 9   | Jordanów                | 20,92        | 9   | Jordanów                | 5118    | 9   | gmina Zawoja            | 68,4                |

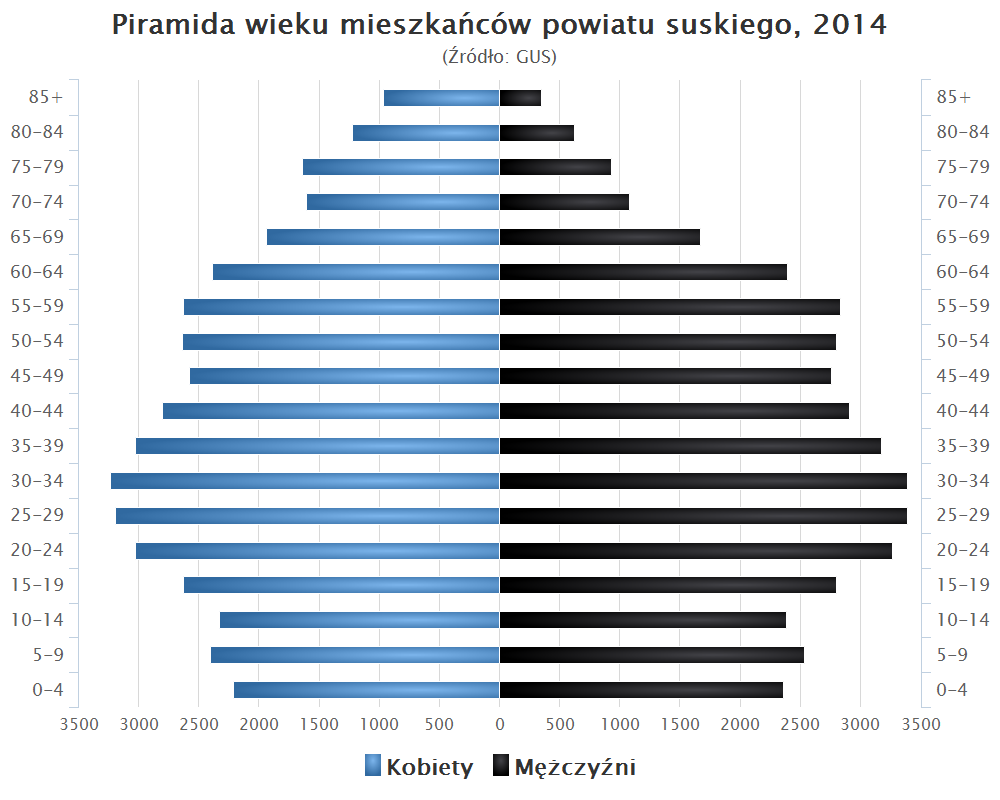
Piramida wieku mieszkańców powiatu suskiego w 2014 roku

Według danych z 30 czerwca 2020 roku powiat zamieszkiwało 84 197 osób.

## Transport

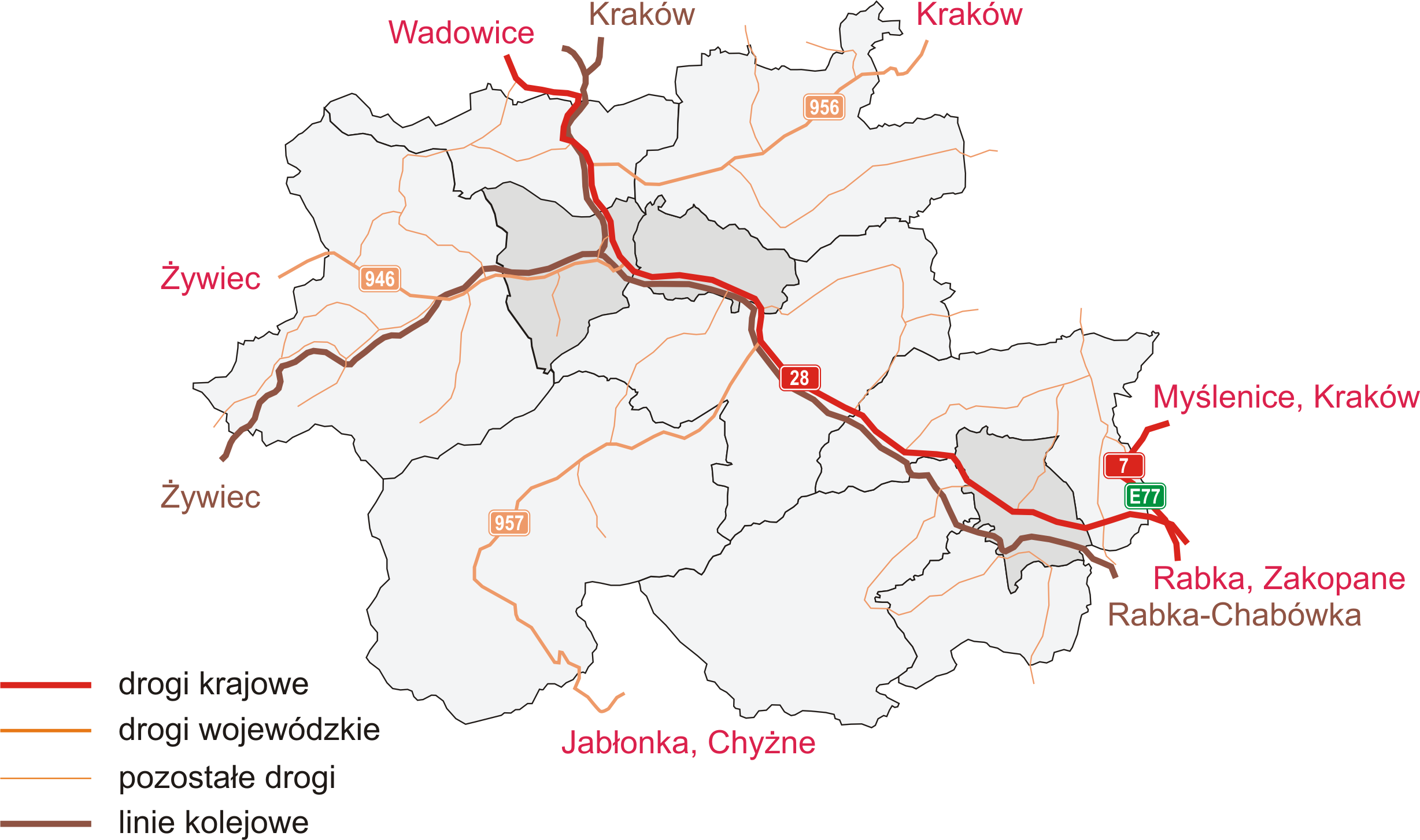
Transport w powiecie suskim

Główną trasą drogową powiatu suskiego jest droga krajowa 28 Zator – Medyka przebiegająca z północy na wschód powiatu przez trzy główne miasta powiatu Suchą Beskidzką, Maków Podhalański i Jordanów. Przez wschodnie krańce powiatu przebiega krótki odcinek drogi krajowej 7, tzw. zakopianki. Od drogi krajowej 28 odchodzą drogi wojewódzkie: droga wojewódzka nr 956 Zembrzyce – Sułkowice, droga wojewódzka nr 946 Sucha Beskidzka – Żywiec oraz droga wojewódzka nr 957 Białka – Zawoja – Jabłonka. Ta ostatnia trasa pokonuje Przełęcz Lipnicką na wysokości 1010 m n.p.m., stanowiąc najwyżej położoną trasę komunikacyjną w Beskidach Zachodnich.
Głównym węzłem kolejowym jest stacja kolejowa w Suchej Beskidzkiej, która powstała w 1884 jako stacja Kolei Transwersalnej. Położona jest przy liniach kolejowych Skawina – Żywiec i Sucha Beskidzka – Chabówka. W północnej części powiatu znajduje się fragment nieczynnej już linii Trzebinia – Skawce. Obecnie najważniejszym połączeniem kolejowym powiatu jest połączenie Kraków – Zakopane, na którym kursują pociągi osobowe, pospieszne i InterCity. Połączenie kolejowe do Wadowic zostało zlikwidowane w 2002.
Lokalne połączenia autobusowe obsługują przedsiębiorstwa komunikacji samochodowej Beskidus (dawny PKS Sucha Beskidzka) z główną bazą w Suchej Beskidzkiej oraz PPKS Nowy Targ z lokalną bazą w Jordanowie. PKS Nowy Targ obsługuje głównie wschodnią część powiatu (miasto Jordanów, gminy Jordanów i Bystra-Sidzina), natomiast Beskidus pozostałe gminy z zachodniej części powiatu. W latach 1990–2003 istniały również połączenia autobusowe Miejskiego Zakładu Komunalnego w Makowie Podhalańskim, obsługujące głównie wsie gminy Maków Podhalański. W 2003 został on zlikwidowany, a autobusy, pracownicy i połączenia autobusowe zostały przejęte przez ówczesny PKS Sucha Beskidzka. Poza połączeniami autobusowymi ważną rolę odgrywają w powiecie połączenia obsługiwane przez mikrobusy.

## Kultura i turystyka
Powiat suski jest obszarem o dużym potencjale turystycznym, zwłaszcza jeżeli chodzi o pieszą turystykę górską, uprawianie sportów zimowych. Na terenie powiatu przebiegają liczne szlaki turystyczne, w tym Główny Szlak Beskidzki. Przez powiat przebiegają również szlaki tematyczne: szlak architektury drewnianej oraz Małopolski Szlak Owocowy (szlak borówkowy w Zawoi). W powiecie rozwija się również agroturystyka.
Obecnie najważniejszym ośrodkiem turystycznym regionu jest Zawoja, położona u stóp Babiej Góry. Na terenie powiatu znajduje się 108 obiektów noclegowych, które oferują 4,2 tys. miejsc.

### Zabytki
Zestawienie zabytków nieruchomych w powiecie suskim
:
- gmina Budzów:
  - Bieńkówka:
    - kościół parafialny pw. Świętej Trójcy, 1793, nr rej.: A-435/86 z 19.08.1986
- gmina Bystra-Sidzina
  - Bystra:
    - park dworski z aleją lipową, poł. XIX, nr rej.: A-660 z 23.03.1992

  - Sidzina:
    - kościół pw. św. Mikołaja z XVIII wieku, wraz z cmentarzem kościelnym oraz ogrodzeniem ze stacjami drogi krzyżowej, nr rej.: A-656 z 20.02.1992
    - dom drewniany nr 130 z około połowy XIX wieku, nr rej.: 490 z 27.05.1987

- gmina Jordanów
  - Łętownia

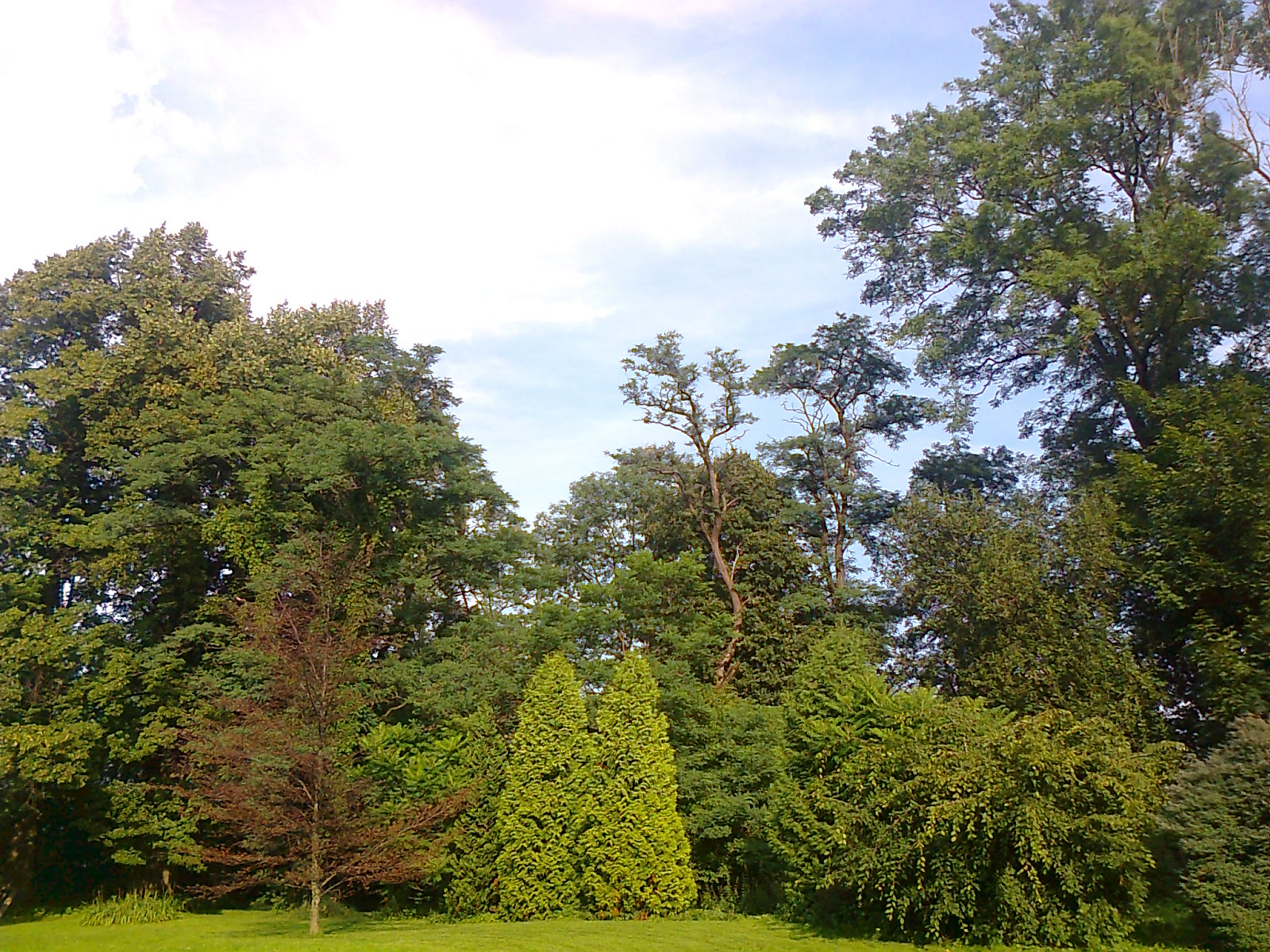
Ogród dworki w Wysokiej

    - drewniany kościół parafialny pw. śś. Szymona i Judy z lat 1760-65, wraz z cmentarzem kościelnym oraz ogrodzeniem, nr rej.: 88 z 11.01.1969

  - Toporzysko
    - dwór drewniany z XVIII wieku, nr rej.: 114/2/58 z 19.02.1958 (nie istnieje)
    - ogród dworski z przełomu XIX/XX wieku, nr rej.: A-293/80 z 21.11.1980
    - spichrz dworski z 1800, nr rej.: 114/3/58 z 19.02.1958
    - spichrz drewniany w zagrodzie nr 143 z XIX wieku, nr rej.: 114/4/58 z 20.02.1958

  - Wysoka
    - zespół dworski z 1 połowu XVII wieku, przebudowany w XX wieku: 
      - dwór, nr rej.: 11/52-Kr.35 z 20.08.1935 oraz A-209 z 24.12.1976
      - ogród, nr rej.: A-840 z 22.10.1997

- Jordanów

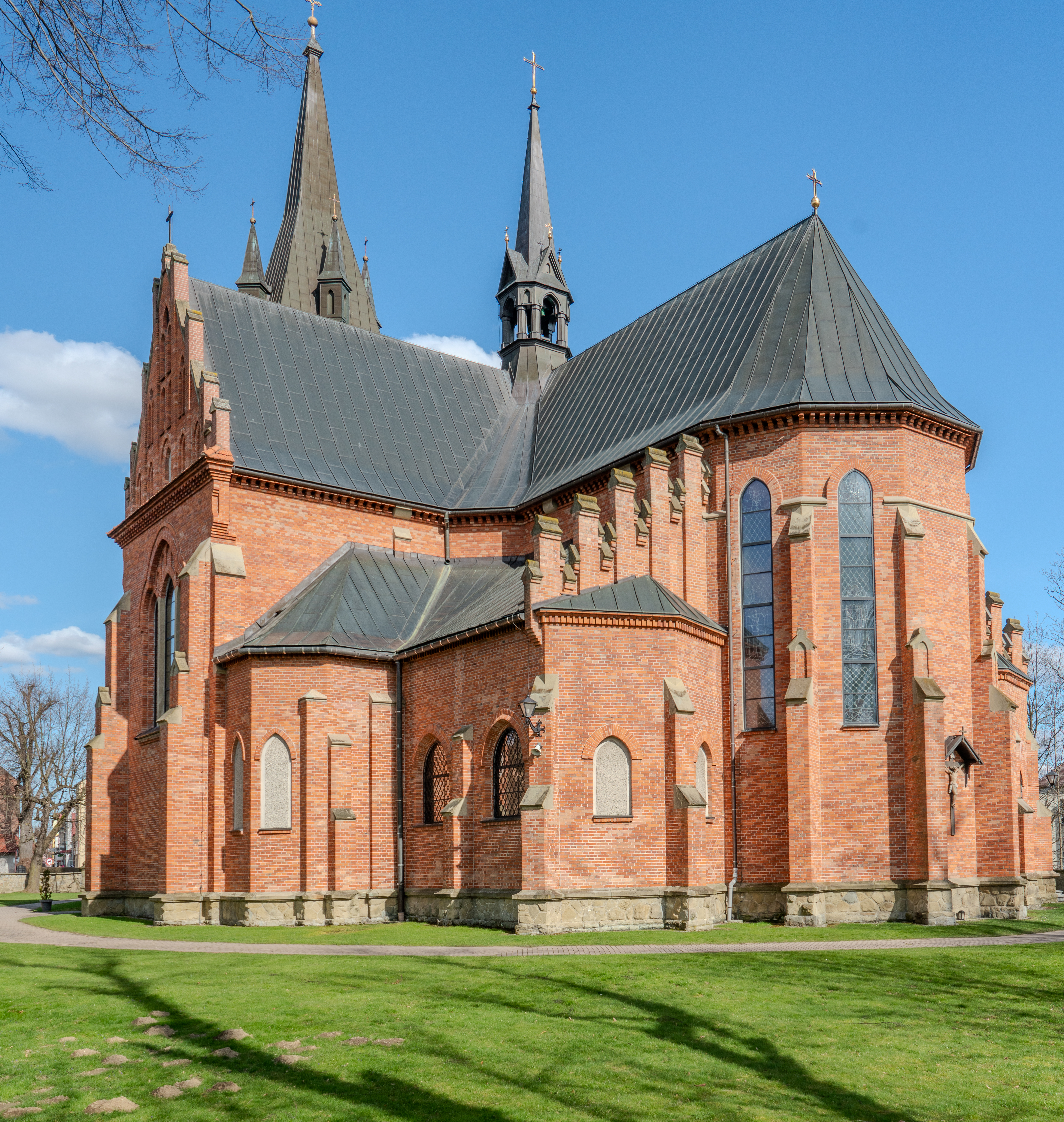
Kościół parafialny pw. Przenajświętszej Trójcy w Jordanowie

  -     - kościół parafialny pw. Przenajświętszej Trójcy, 1908-13, nr rej.: I-4-39/48 z 15.03.1949 oraz A-754 z 25.07.1994
    - ratusz, Rynek 1, 1911, nr rej.: A-789 z 22.12.1995
    - zajazd „Poczekaj”, obecnie dom mieszkalny, ul. Kolejowa 10, poł. XIX, nr rej.: A-788 z 27.12.1995
    - zespół dworski w przysiółku Chrobacze, 2 poł. XVIII–XIX, nr rej.: A-329 z 12.01.1971 oraz A-526 z 11.12.1987: 
      - dwór, drewniany
      - park z alejami dojazdowymi, nr rej.: 111/5/56 z 16.01.1956
- gmina Maków Podhalański
  - Maków Podhalański
    - dom, ul. 3-go Maja 24, 1896, nr rej.: A-666/95 z 3.02.1995
    - ruiny huty żelaza wraz z murem oporowym, ul. Moniuszki, 1844–1845, nr rej.: A-502/87 z 2.06.1987

- gmina Stryszawa
  - Lachowice

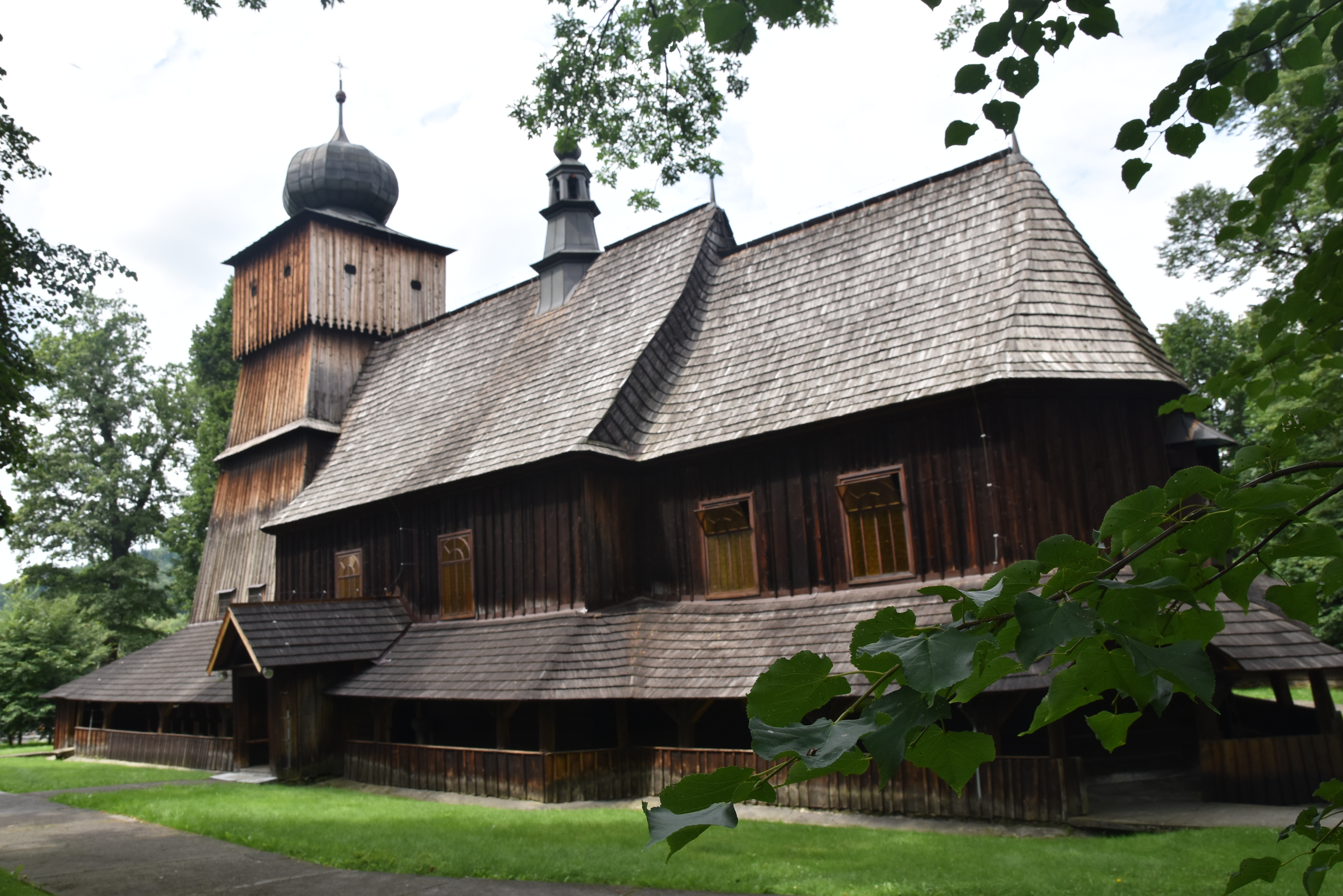
Kościół Świętych Apostołów Piotra i Pawła w Lachowicach

    - zespół kościoła śś. Piotra i Pawła, 1789, 2 poł. XIX, nr rej.: kl.V-WK/101/31/61 z 28.12.1961 oraz A-428/86 z 2.09.1986: 
      - kościół, drewniany
      - organistówka, drewniana, po poł. XIX
      - piwnice
      - cmentarz przykościelny
      - ogrodzenie, drewniane

    - młyn wodny, drewniany, przed 1871, nr rej.: kl.V-115/6/56 z 3.03.1956 oraz A-301/78 z 21.04.1978 (nie istnieje)

  - Stryszawa
    - budynek zarządu dóbr Sucha, obecnie leśnictwo, 2 poł. XIX, wraz z drewnianym budynkiem gospodarczym nr rej.: A-643/89 z 5.10.1989

- Sucha Beskidzka

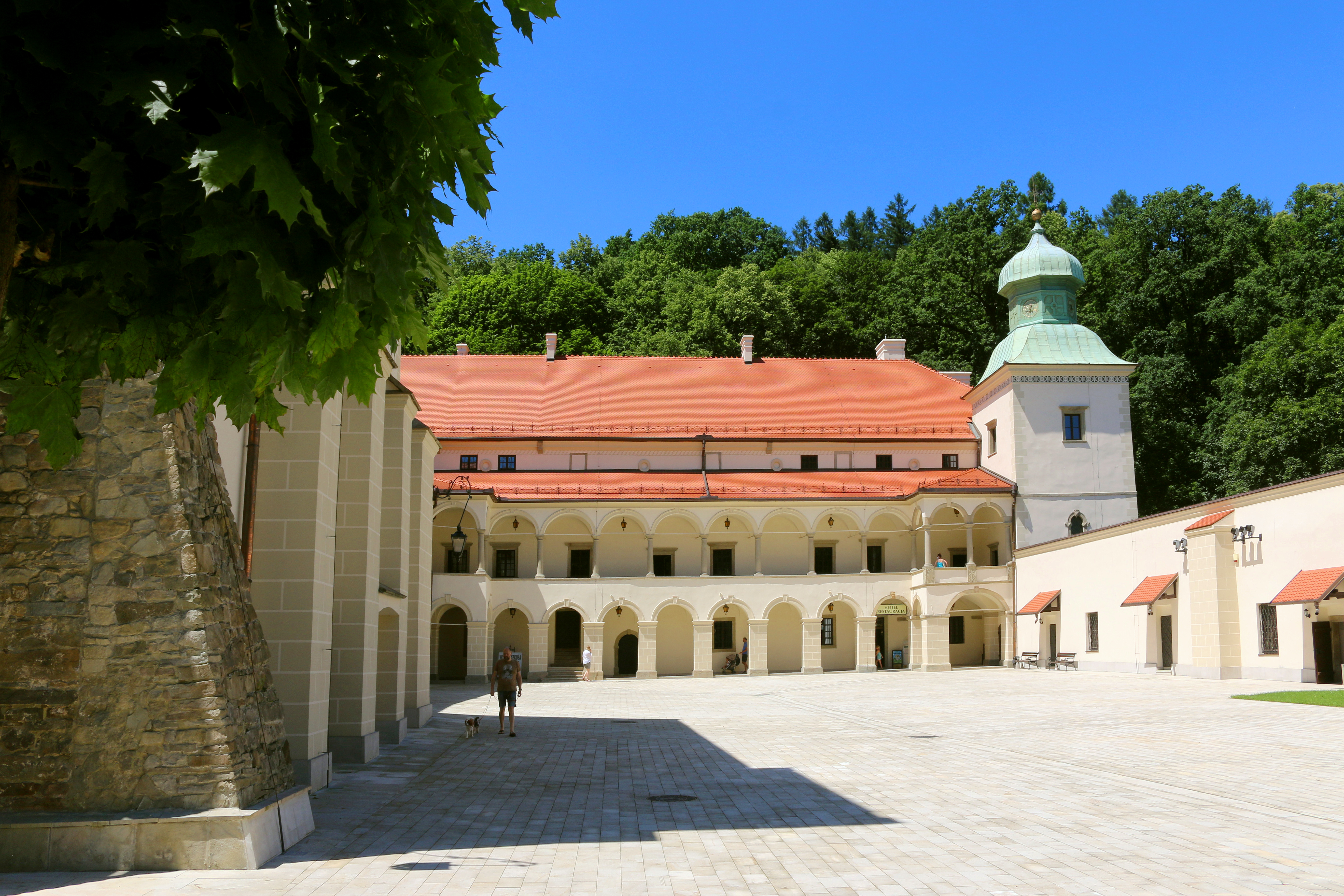
Zamek w Suchej

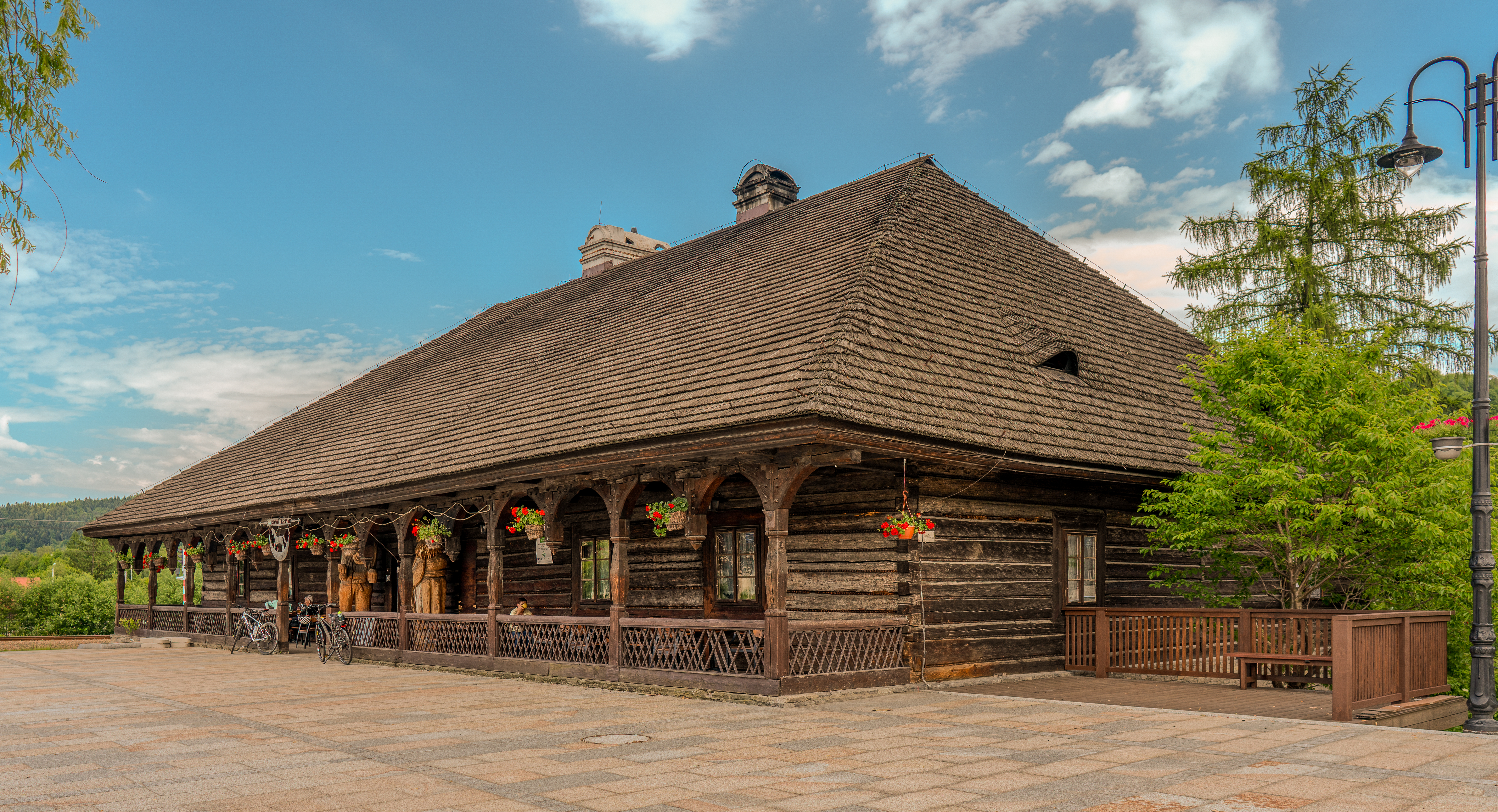
Karczma „Rzym”

  -     - układ urbanistyczny, k. XVIII, nr rej.: A-511 z 4.09.1987
    - zespół dawnego klasztoru kanoników regularnych, 1613-XVIII-XIX, nr rej.: A-334 z 6.12.1971 oraz A-187/77 z 20.09.1977: 
      - kościół (stary) pw. Nawiedzenia NMP, 1613–1614
      - kaplica-dzwonnica, murowano-drewniana, 1624–1630, 1818
      - kaplica I, 1624–1630
      - kaplica II, 1624–1630
      - cmentarz przykościelny
      - ogrodzenie

    - klasztor, ob. plebania, 1624–1630, nr rej.: A-332 z 6.12.1971 oraz A-377/79 z 5.09.1980
    - cmentarz parafialny z kaplicą z 1865 i ogrodzeniem, ul. Szpitalna, nr rej.: A-624/89 z 11.10.1989
    - zespół zamkowy, ul. Zamkowa, XVI–XIX, nr rej.: XII-47/30 z 9.04.1930, A-22 z 16.04.1968 oraz A-378/79 z 8.09.1980: 
      - zamek, ul. Zamkowa 1, 1554–1614, 1708, 1882-7, 1905
      - park z układem wodnym i elementami małej architektury, XVIII–XIX
      - zespół zabudowy gospodarczej, ok. 1860

    - zespół dawnego zajazdu, ul. Role 182, nr rej.: kl.V.WK-114/6/59 z 10.09.1959 oraz A-454/86 z 19.08.1986 : 
      - zajazd, obecnie dom, drewniany, 1825
      - budynek gospodarczy, murowany, 1 poł. XIX
      - altana, drewniana

    - karczma „Rzym”, Rynek 1, drewniana, 2 poł. XVIII, nr rej.: A-432/83 z 20.10.1983
    - dom, ul. Mickiewicza 38, drewniany, 1875, nr rej.: A-507/87 z 19.06.1987
    - dom mieszkalno-gospodarczy, ul. Mickiewicza 130, drewniany, k. XVIII–1 poł. XIX, nr rej.: A-720/95 z 10.01.1996
    - spichrz, ul. Sumerówka 6, drewniany, 1 poł. XIX, nr rej.: A-526/87 z 30.10.1987

- gmina Zawoja
  - Zawoja

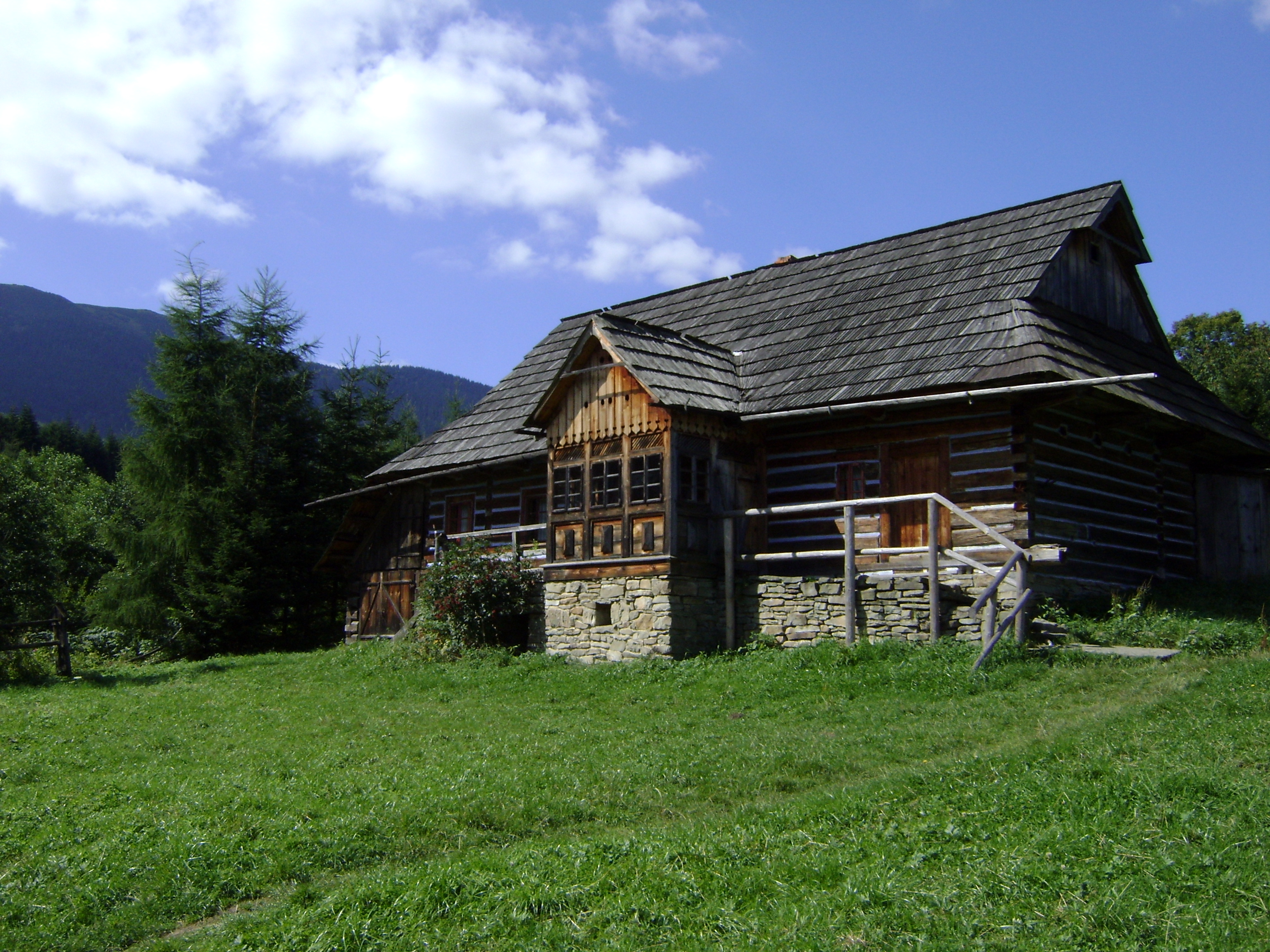
Chałupa Gancarczyka w Zawoi-Markowej

    - kościół parafialny pw. św. Klemensa, drewniany, 1888, nr rej.: A-414 z 26.09.1973 oraz A-450/86 z 18.04.1986
    - karczma drewniana z 1836, nr rej.: A-449/86 z 17.04.1986
    - budynek nadleśnictwa z 1878 wraz z zabudową gospodarczą, nr rej.: A-609/89 z 3.10.1989
    - budynek mieszkalno-gospodarczy nr 467 (Zawoja-Czatoża), drewniany/murowany z lat 30. XX wieku, nr rej.: A-508/87 z 20.06.1987
    - zespół budownictwa drewnianego, na terenie zagrody nr 776, Markowe Rówienki (Zawoja-Markowa), nr rej.: A-89/M z 10.05.2007: 
      - chałupa Stopiaka z Zawoi-Budzonie, drewniana, 1802-15
      - chałupa Gancarczyka, drewniana, 1910
      - kuźnia, drewniana, pocz. XX
      - spichrz drewniany, z piwnicą ziemną, pocz. XX
      - chałupa Kudzi, nr 776, drewniana, 1900, nr rej.: A-506 z 19.06.1987

    - kapliczka pw. św. Jana Chrzciciela (Zawoja-Policzne), 2 poł. XVIII, nr rej.: A-1142/M z 7.10.2009
- gmina Zembrzyce
  - Śleszowice
    - dwór, drewniany, 1809, nr rej.: I-3-52/47 z 17.12.1947 (nie istnieje)

  - Zembrzyce
    - zespół dworski, pocz. XIX, nr rej.: A-368/78 z 17.10.1978: 
      - dwór
      - ogród (nie istnieje)

### Muzea
- skansen w Sidzinie (filia Orawskiego Parku Etnograficznego w Zubrzycy Górnej)
- skansen w Zawoi Markowej im. Józefa Żaka
- Izba Regionalna w Suchej Beskidzkiej w „Domku Ogrodnika” – zbiory etnograficzne Towarzystwa Miłośników Ziemi Suskiej
- Izba Regionalna Towarzystwa Przyjaciół Ziemi Makowskiej w Makowie Podhalańskim
- Ośrodek Edukacyjny Babiogórskiego Parku Narodowego w Zawoi Barańcowej
- Muzeum Turystyki Górskiej PTTK w Zawoi – Markowe Szczawiny
- Beskidzkie Centrum Zabawkarstwa Ludowego – Warsztaty Twórcze w Stryszawie

### Wydarzenia kulturowe i sportowe
- Dni Ziemi Suskiej – maj
- Dni Makowa Podhalańskiego – czerwiec
- Dni Jordanowa – sierpień
- Święto Zabawki w Stryszawie – czerwiec
- Suskie Spotkania z Folklorem – lipiec
- Tydzień Kultury Beskidzkiej w Makowie Podhalańskim – sierpień
- Dni Muzyki na Zamku w Suchej Beskidzkiej – wrzesień
- Babiogórska Jesień w Zawoi – wrzesień–październik
- Międzynarodowy Bieg po Ziemi Makowskiej
- Wyścigi Rowerów Górskich w Suche Beskidzkiej
- Wyścigi Psich Zaprzęgów w Zawoi

## Religia
- Kościół rzymskokatolicki: 28 parafii;
- Kościół Adwentystów Dnia Siódmego: 1 zbór
- Świadkowie Jehowy: 1 zbór[22].

## Sąsiednie powiaty
- powiat wadowicki
- powiat myślenicki
- powiat nowotarski
- powiat żywiecki (śląskie)